# Nissan Primera P10
Das Mittelklassemodell Nissan Primera kam im Herbst 1990 in der ersten Baureihe P10 als direkter Nachfolger des Nissan Bluebird auf den Markt und sollte diesen in Europa ablösen. Erhältlich war eine Limousine mit Stufen- oder Schrägheck sowie ein Kombi, welche bei Nissan als Traveller bezeichnet werden. Dieses Modell wurde in den USA auch als Infiniti G20 verkauft.

## Modellgeschichte
Der Primera wurde als erstes Modell von Nissan gezielt für den europäischen Markt entwickelt und produziert. Er erschien im Oktober 1990 auf dem Pariser Autosalon und wurde ab Ende des Monats in Deutschland verkauft.
Die Technik des Primera wurde neu entwickelt, wodurch ein sehr gutes Handling erzielt werden konnte. Die Vorderachsaufhängung der Primera-Limousine ist eine hybride Konstruktion aus einer Doppelquerlenkerradaufhängung und einem Federbein. Charakteristisch ist der etwas angestellte obere Querlenker, der auch als „third link“ bezeichnet wird. Diese Bauweise ist vom P10 bis zum P11-144 gleich.
Die Limousinen- und die Kombivarianten sind auf unterschiedlichen Plattformen aufgebaut und haben bis auf den Namen wenig miteinander gemeinsam. Tatsächlich basiert der Traveller (Baureihe W10) auf dem japanischen Nissan Avenir und hat somit auch nicht die gleiche Fahrwerkskonstruktion wie die Limousine.
Bereits im Juni 1993 erhielt der Primera eine kleine Überarbeitung, bei der die Sicherheitsausstattung erweitert und die Motoren überarbeitet wurden.

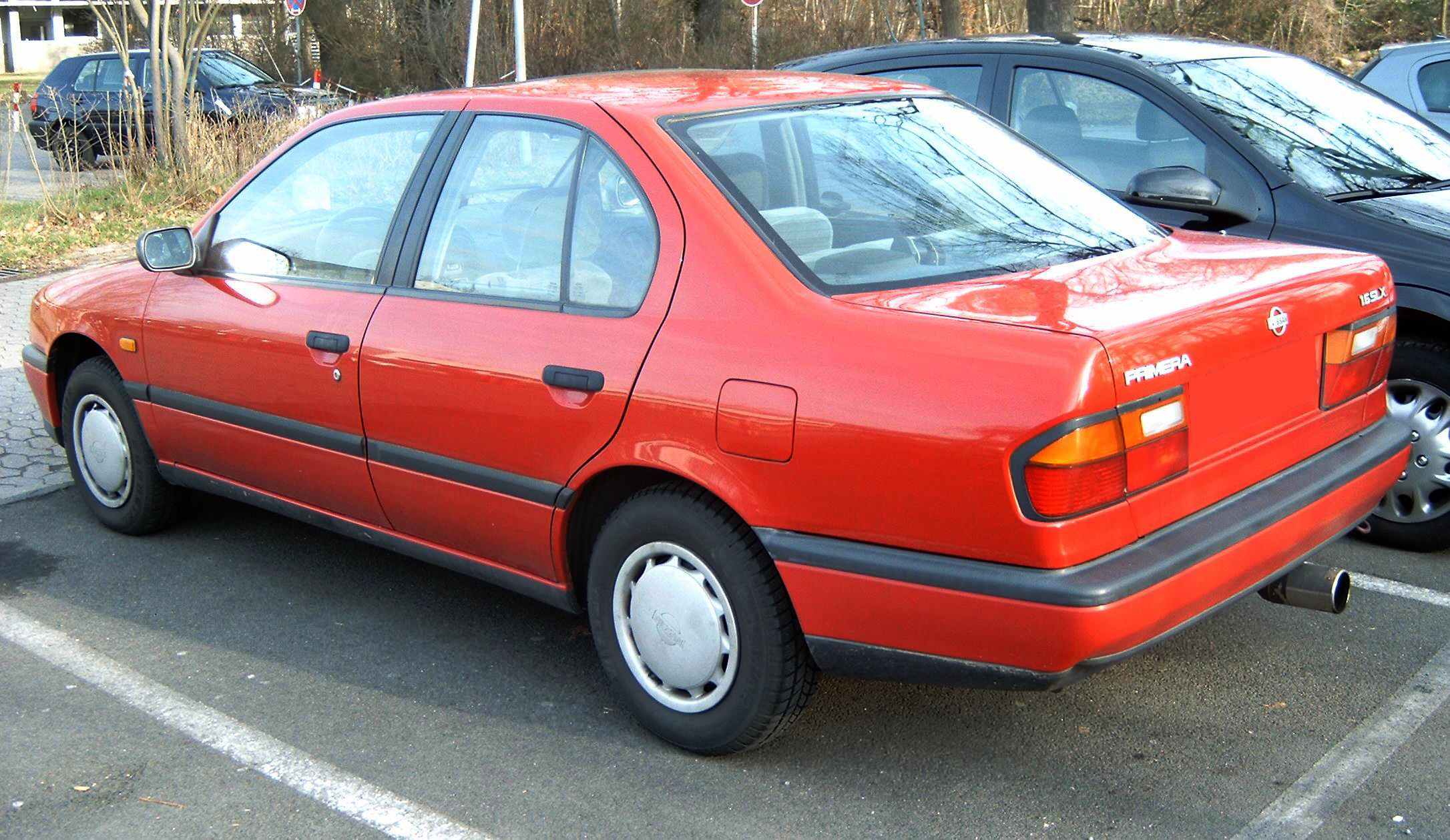
Nissan Primera Stufenheck (1990–1995)
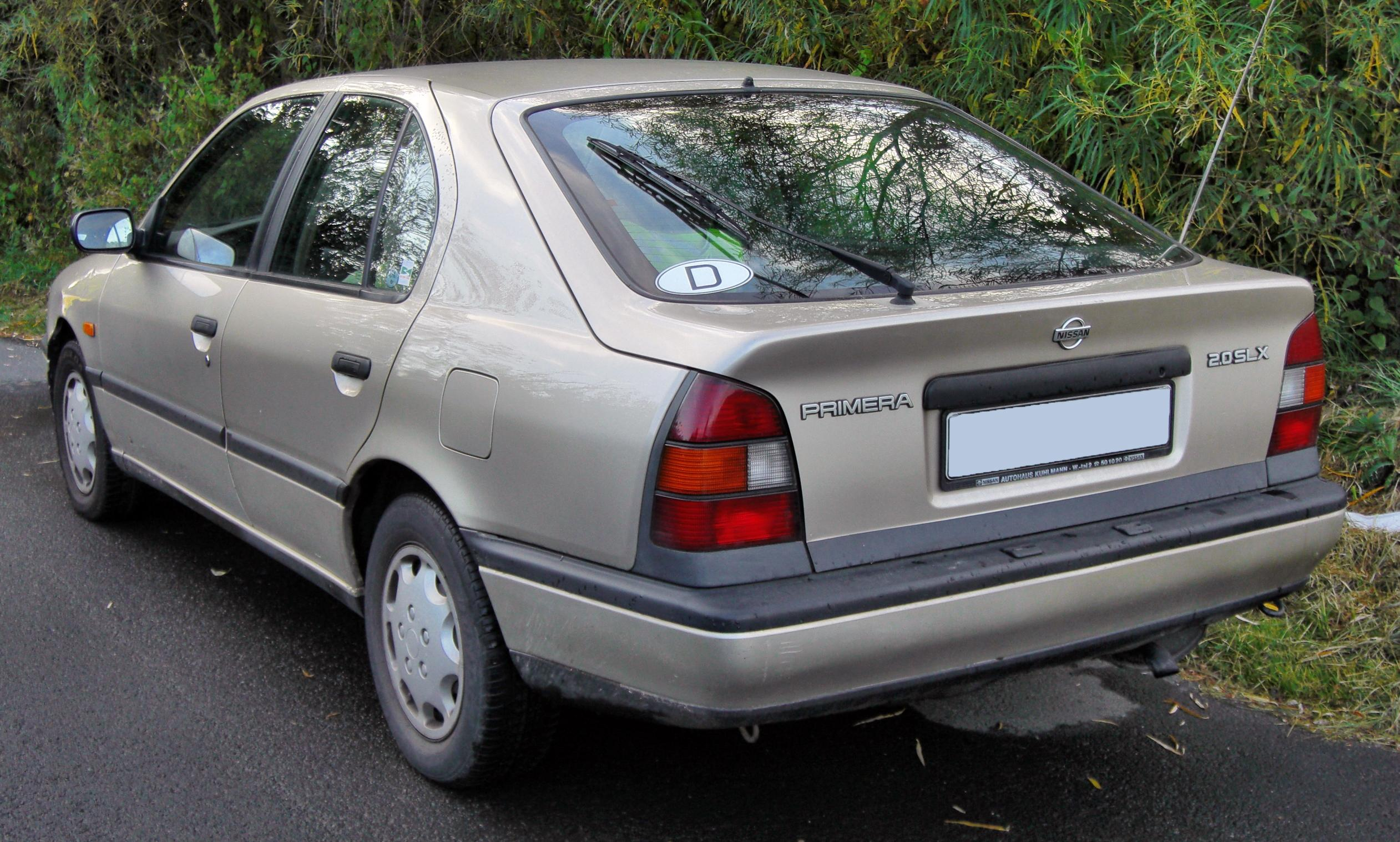
Nissan Primera Schrägheck (1990–1995)
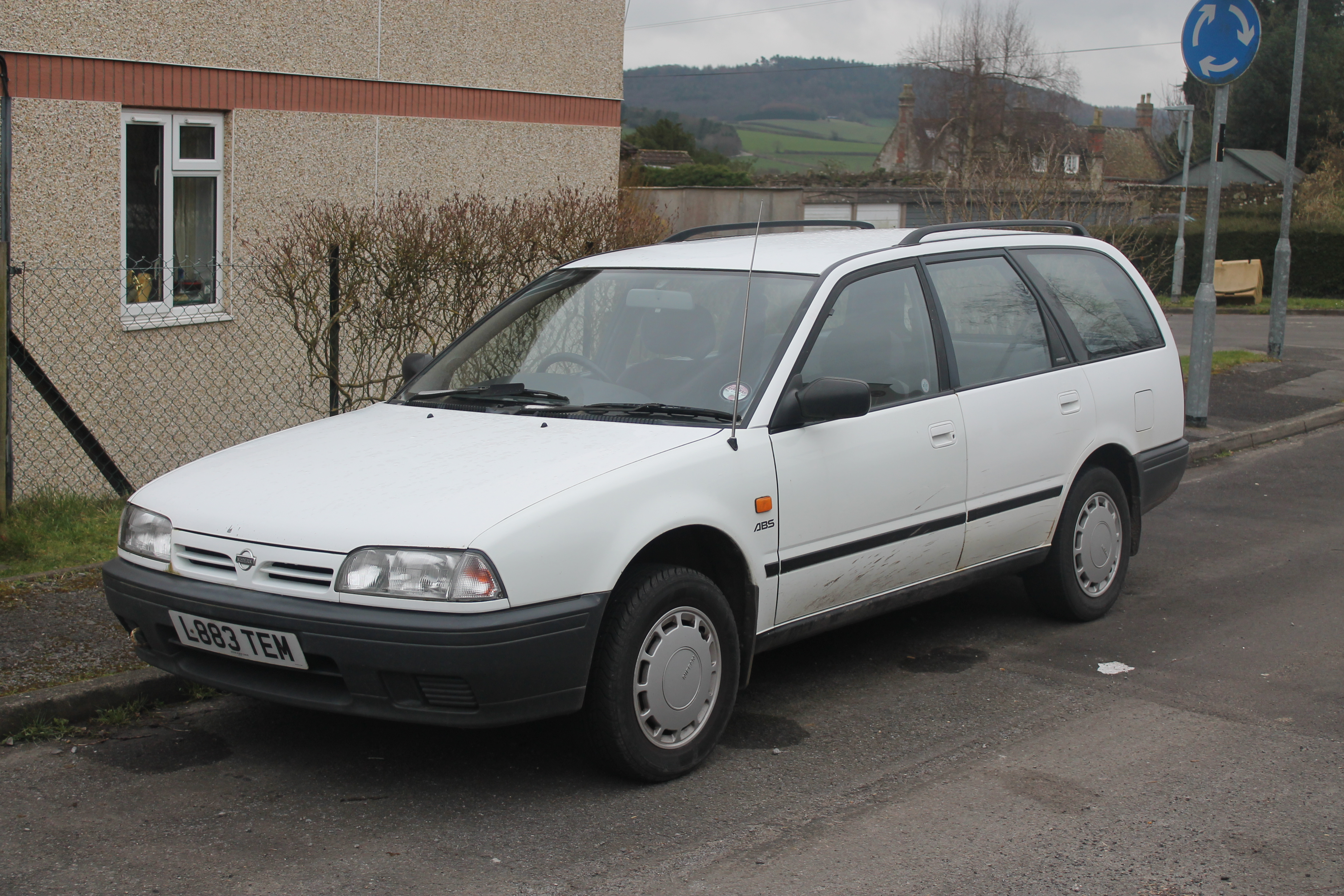
Nissan Primera Traveller (1990–1995)

## Modellpflege

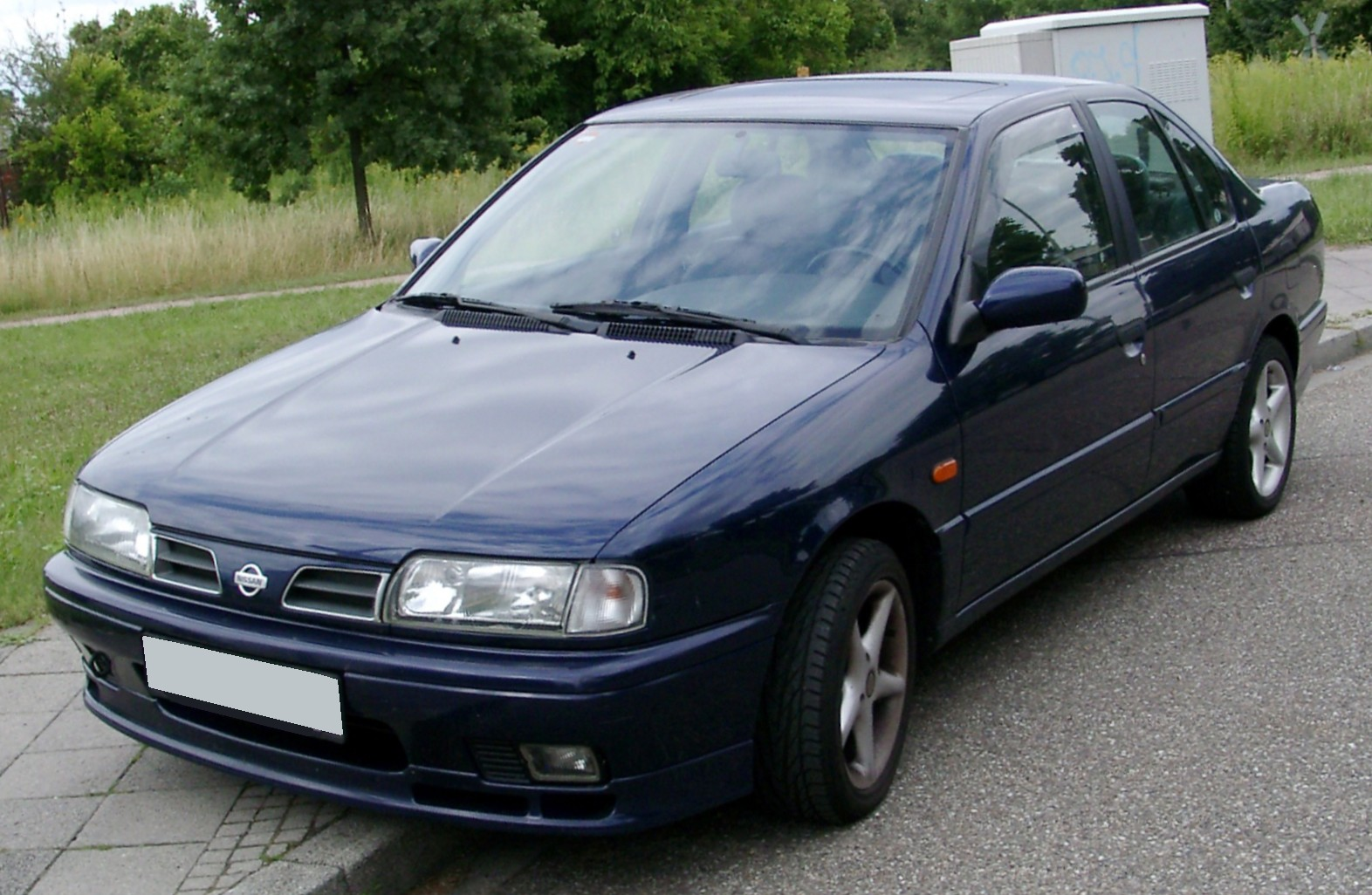
Nissan Primera Stufenheck
(1995–1996)

Im Januar 1995 erhielten alle Varianten des Primera ein umfangreiches Facelift. Die Sicherheitsausstattung wurde weiter verbessert, Fahrerairbags waren ab sofort serienmäßig an Bord. Zusätzliche Beifahrerairbags sowie Gurtstraffer waren ebenfalls verfügbar und in höherwertigen Ausstattungen (SE, eGT) Teil der Serie.
Erkennbar waren die facegelifteten Limousinen-Modelle an einem geänderten Kühlergrill mit Chromeinlagen sowie veränderten, tiefer gezogenen Front- und Heckstoßstangen. Auch den Rückleuchten wurde ein moderneres Aussehen in grau-rot verpasst und die Tachonadeln waren fortan rot anstelle der bisher weißen. In die Frontschürze waren nun zwei Nebelscheinwerfer integriert. Die letzten Primera-Modelle der Baureihe P10 erfüllten die Abgasnorm Euro 2, es war jedoch zum Teil nachträglich eine Umrüstung der Euro-1-Motoren mit einem Kaltlaufregler (KLR) möglich.
Die Kombiversion erhielt eine geänderte Frontschürze, einen anderen Kühlergrill sowie serienmäßiges ABS. Im Juni 1996 wurde der Traveller erneut leicht überarbeitet, um ihn als Lückenfüller bis Herbst 1997 zu produzieren. Ein Ablösemodell ist erst nach dem Facelift der nächsten Primera-Generation als WP11-120 erschienen. Dieses zweite Facelift ist an einem abermals geänderten Kühlergrill erkennbar und verfügt zusätzlich über Beifahrerairbags und Gurtstraffer.

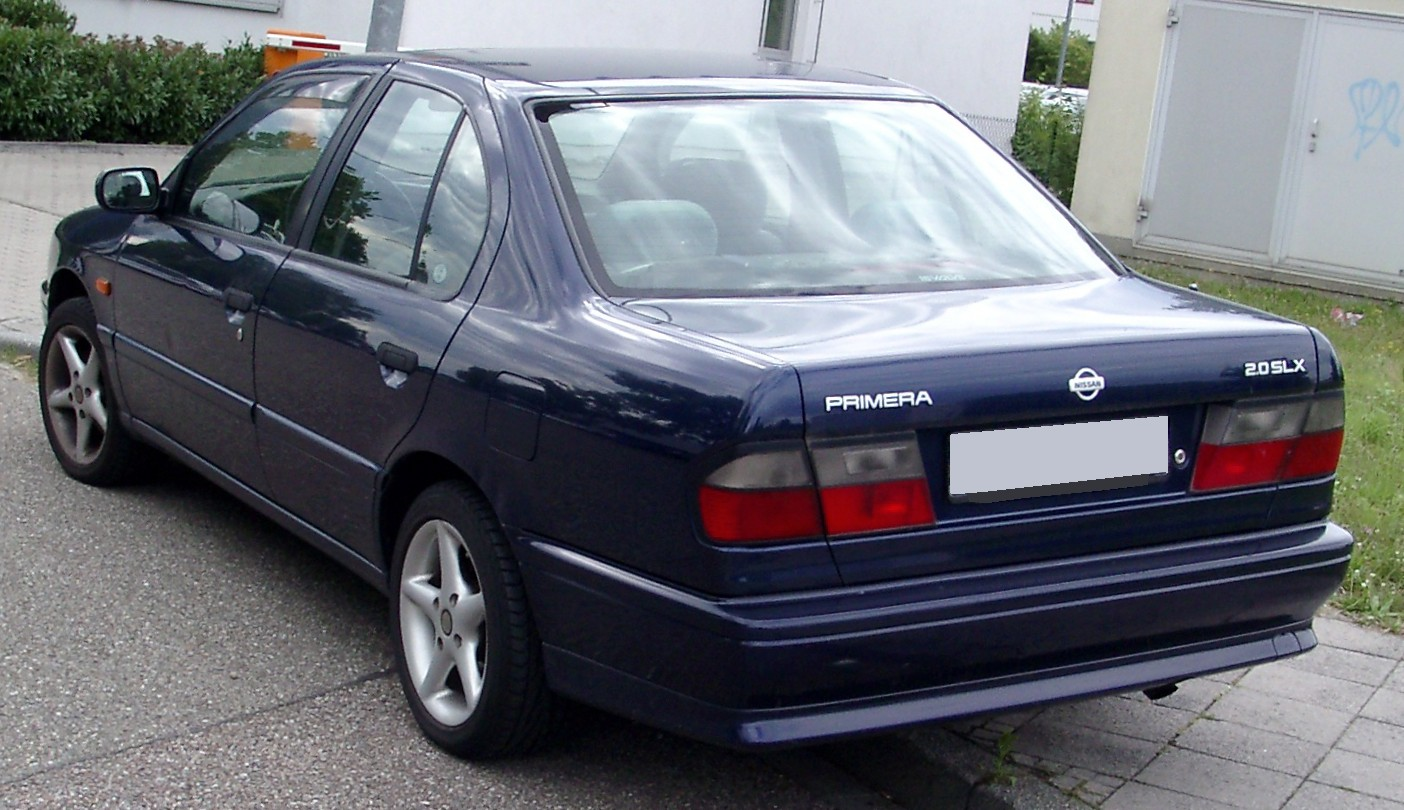
Nissan Primera Stufenheck (1995–1996)
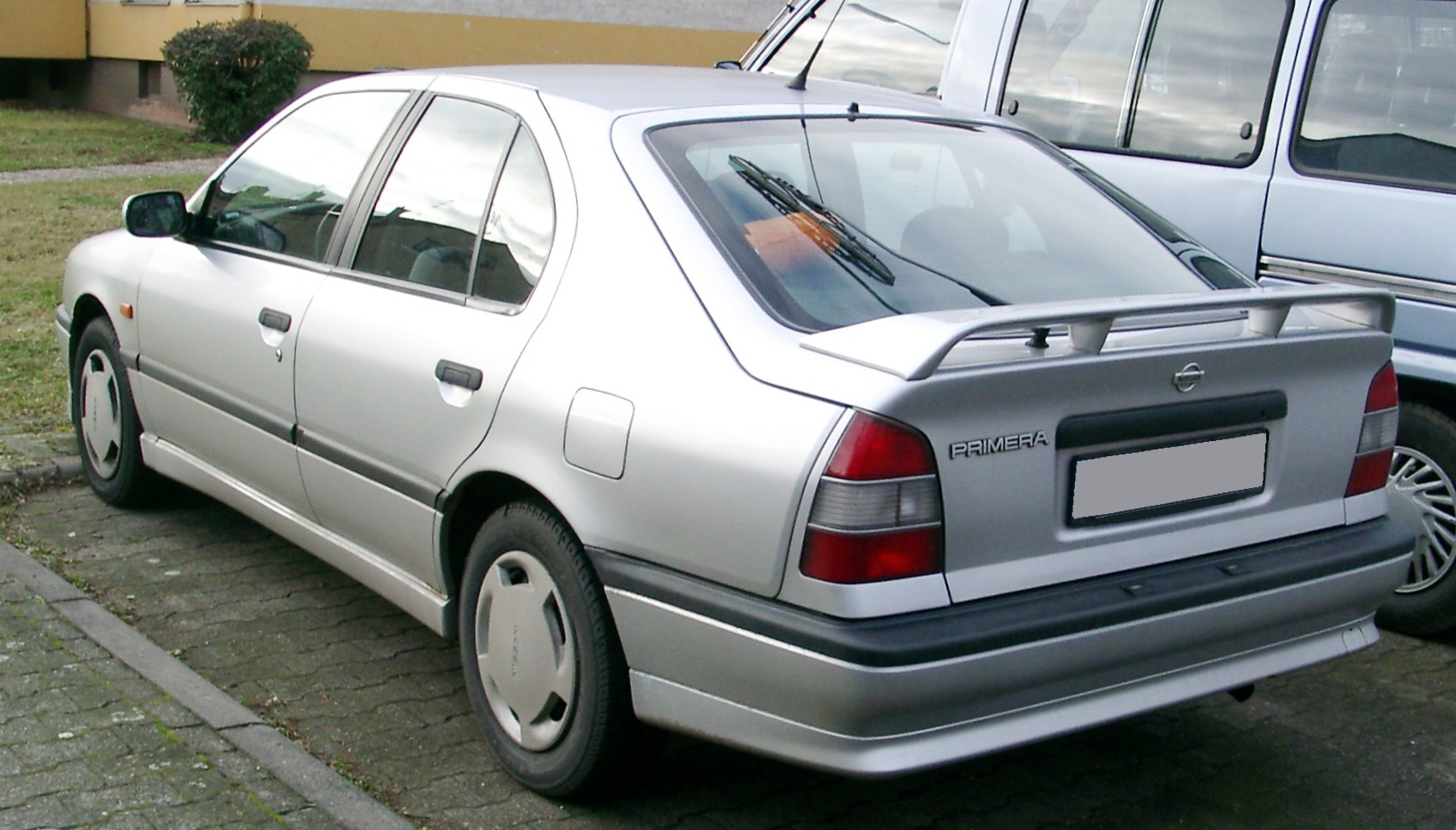
Nissan Primera Schrägheck (1995–1996)
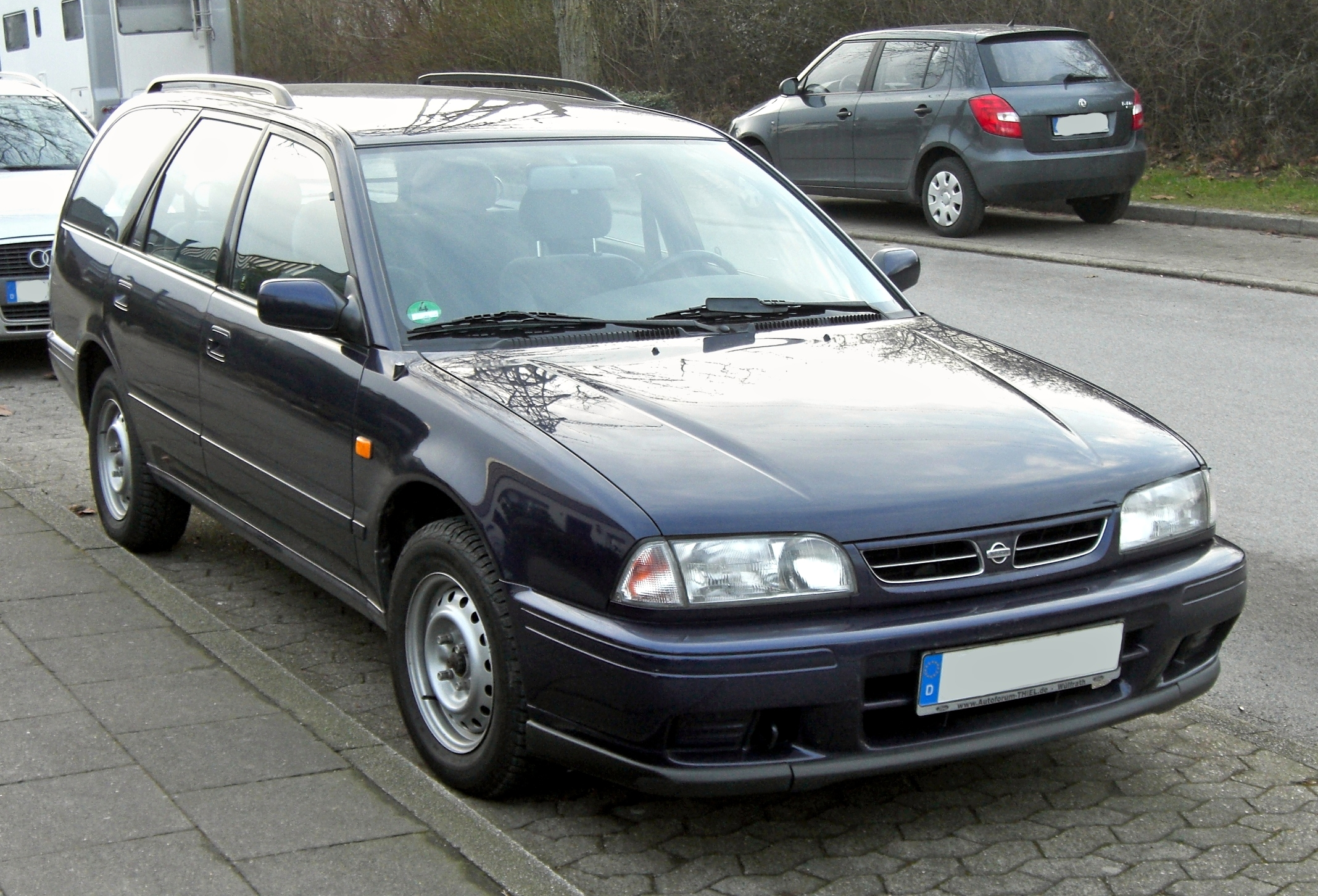
Nissan Primera Traveller (1996–1997)

## Ausstattungsvarianten
- LX: Basisversion, manuelle Fensterheber, keine elektrischen Außenspiegel
- SLX: Komfortausführung mit 4 × eFH, elektrische und beheizbare Außenspiegel, Zentralverriegelung, Servolenkung, optionale Klimaanlage als Händlernachrüstung erhältlich.
- SRi (Sportpaket in Optik des Primera GT): Frontspoiler, Seitenschweller und Heckflügel (in Wagenfarbe), charakteristisch der Schriftzug „SRi“ am Heck, an den Seiten und am Tacho. Handbremshebel, Schaltknauf und Lenkrad in Leder eingefasst, Sportsitze mit besserem Seitenhalt. Ausgeliefert in den Farben Geminiblau, Kirschrot, Tundragrün oder Schwarz. Mineraleffekt-Lackierung gegen Aufpreis. Motorisierung in Deutschland: nur 1,6 l mit 90 PS.
- eGT: die Sportversion des Nissan Primera: SR20DE 2-Liter-Motor mit 150 PS, 0–100 in 8,4 s und eine Höchstgeschwindigkeit von 220 km/h. Optisch betonte Sportlichkeit durch Heckspoiler, Seitenschweller, Sportsitze, Leichtmetallfelgen u. v. m., wie zum Beispiel einem Öldruckmesser im Tachoinstrument
- Invitation (Namensbezeichnung u. a. in Deutschland und der Schweiz): letztes Sondermodell des Primera P10, ausgeliefert 1995–1996. Charakteristisch sind die Chromeinlagen an den Türgriffen und am Kühlergrill, die 14"-Alufelgen, manuelle Klimaanlage, Doppelairbag, ABS sowie die Dachantenne und quarzfarbene Rückleuchten. Man konnte auch die Farbe „Oceangreen“ ordern, die nur für den Invitation angeboten wurde. Dies war ein helles „Bonbongrün“, was es später auch für den Nissan Micra gab. Die Invitation-Version war im Grunde ausstattungstechnisch eine aufgewertete Version des LX: Die vorderen Fensterheber elektrisch, ebenfalls sind die Außenspiegel manuell und nicht beheizbar, die Zierleisten sind ebenfalls nicht in Wagenfarbe. Seinerzeit nur erhältlich mit 1,6- oder 2,0-l-Motorisierung (bis 116 PS in Deutschland, in anderen Ländern teilweise mit 125 PS angegeben).
- SE: die Luxusversion des Nissan Primera, nur lieferbar mit 2,0-l-Motor. Äußerlich erkennbar an den Leichtmetallfelgen mit 195er Bereifung, verchromten Türgriffen und dem Schriftzug „SE“ am Heck. Optional lieferbar für den SE waren Ledersitze mit integrierter Sitzheizung. Schaltknauf, Lenkrad und Handbremshebel lederummantelt wie beim SRi und eGT, Mittelkonsole mit Wurzelholzapplikation, integrierte Cassettenbox inklusive.

## Motorisierung
Zur Markteinführung im Oktober 1990 standen drei verschiedene Benzinmotoren mit einer Leistung zwischen 66 kW und 110 kW sowie ein Dieselmotor ohne Turbolader mit 55 kW zur Auswahl. Die Benziner waren je nach Version mit Vergaser oder Saugrohreinspritzung ausgerüstet, wurden aber alle im Zuge einer Überarbeitung der Motorenpalette im Juni 1993 mit einer Multipoint-Einspritzung versehen.
Der Zweiliter-16V mit 85 kW wurde ab April 1991 auch mit Allradantrieb angeboten, allerdings nur in den beiden Limousinen.
Als Motorisierung wurden von Nissan nur Motoren angeboten, die als Reihenvierzylinder ausgelegt waren. Die Benziner verfügen über 16 Ventile, welche mittels einer Steuerkette über zwei obenliegende Nockenwellen angetrieben werden. Die Benzinmotoren wurden seinerzeit bei einem Testbericht in einer anerkannten Autozeitschrift als „der Motor der alles kann“ beschrieben. In der Tat waren diese Motoren äußerst robust und Laufleistungen von weit über 300.000 km keine Seltenheit.
Der Dieselmotor hat indes nur acht Ventile, die über eine oben liegende Nockenwelle betrieben werden. Die Ventilsteuerung erfolgt durch einen Zahnriemen.
| Modell      | Hubraum     | Ventile     | Max. Leistung bei min−1 | Max. Drehmoment bei min−1 | Kenncode    | Bauzeit         | Variante                      | Sonstiges              |
| Ottomotoren | Ottomotoren | Ottomotoren | Ottomotoren             | Ottomotoren               | Ottomotoren | Ottomotoren     | Ottomotoren                   | Ottomotoren            |
| ----------- | ----------- | ----------- | ----------------------- | ------------------------- | ----------- | --------------- | ----------------------------- | ---------------------- |
| 1.6         | 1597 cm³    | 16          | 66 kW (90 PS)/6000      | 133 Nm/4000               | GA16DS      | 06/1990–05/1993 | Schrägheck, Stufenheck, Kombi | Vergaser               |
| 1.6         | 1597 cm³    | 16          | 66 kW (90 PS)/6000      | 136 Nm/4000               | GA16DE      | 06/1993–10/1997 | Schrägheck, Stufenheck, Kombi | Multipointeinspritzung |
| 2.0         | 1998 cm³    | 16          | 85 kW (115 PS)/6000     | 166 Nm/4000               | SR20Di      | 06/1990–05/1993 | Schrägheck, Stufenheck, Kombi | Zentraleinspritzung    |
| 2.0         | 1998 cm³    | 16          | 92 kW (125 PS)/5600     | 170 Nm/4800               | SR20DE      | 06/1993–10/1997 | Schrägheck, Stufenheck, Kombi | Multipointeinspritzung |
| 2.0 eGT     | 1998 cm³    | 16          | 110 kW (150 PS)/6400    | 181 Nm/4800               | SR20DE      | 06/1990–05/1993 | nur Stufenheck                | Multipointeinspritzung |
| 2.0 eGT     | 1998 cm³    | 16          | 110 kW (150 PS)/6100    | 181 Nm/4800               | SR20DE      | 06/1993–06/1996 | nur Stufenheck                | Multipointeinspritzung |
| Diesel      |             |             |                         |                           |             |                 |                               |                        |
| 2.0 d       | 1974 cm³    | 8           | 55 kW (75 PS)/4800      | 132 Nm/2800               | CD20        | 06/1990–10/1997 | Schrägheck, Stufenheck, Kombi | Vorkammereinspritzung  |

## Motorsport

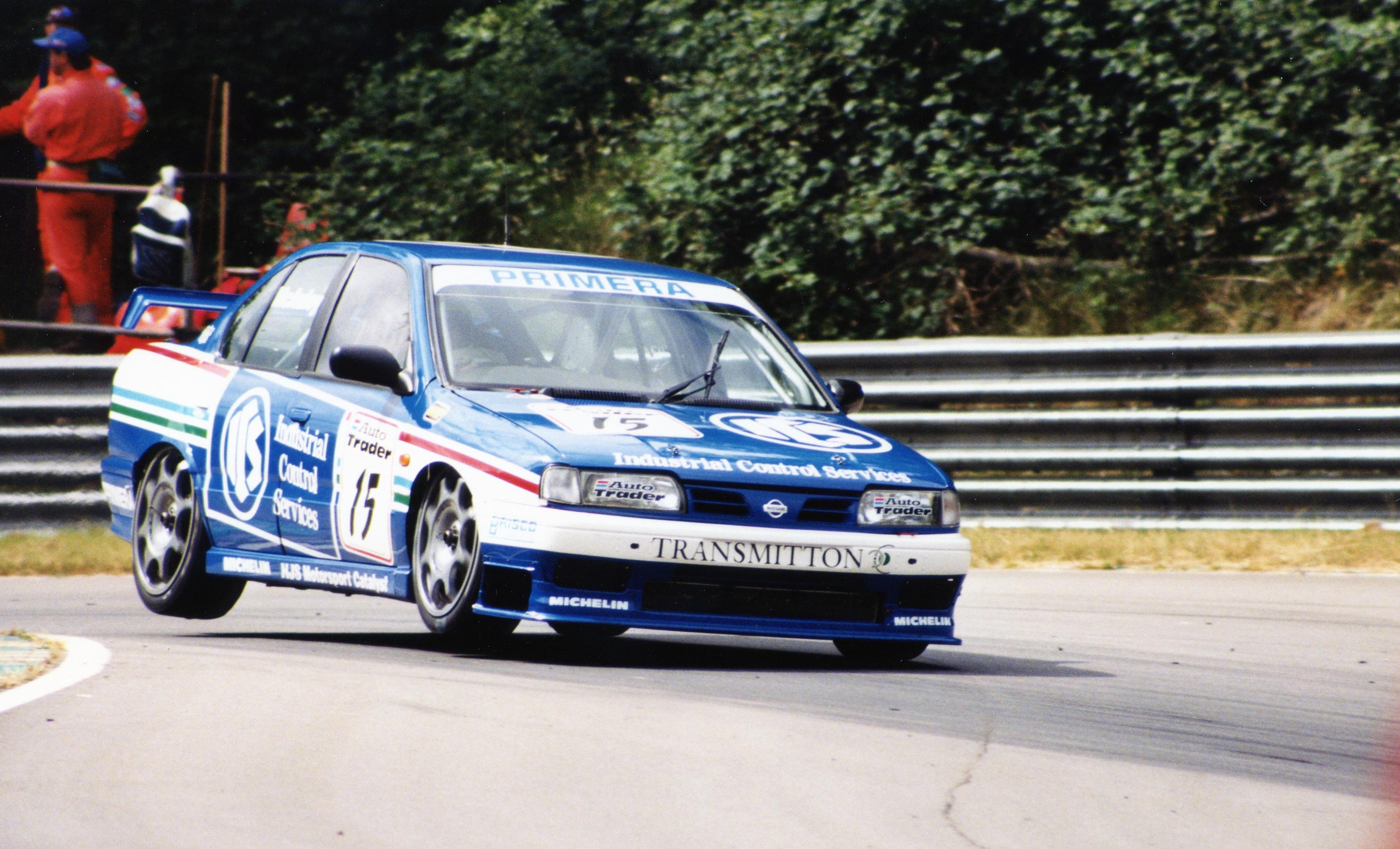
Primera-Tourenwagen bei der BTCC 1996 in Brands Hatch

Der Nissan Primera P10 wurde auch im Tourenwagensport eingesetzt, insbesondere in der deutschen STW-Rennserie und der britischen Tourenwagen-Meisterschaft (BTCC), aber auch in der Japanischen Tourenwagen-Meisterschaft (JTCC).
Im Jahr 1991 stieg Nissan mit frontgetriebenen Primera P10, die von Nissan Motorsports Europe in England aufgebaut wurden, in der BTCC ein. Allerdings hielt sich der Erfolg in Grenzen, so dass sich der Hersteller am Ende der Saison von 1994 wieder zurückzog. Nach einem Jahr Pause unterstützte Nissan ein privates Team und setzte ab 1997 die nächste Primera-Generation mit wesentlich mehr Erfolg in der BTCC ein.
Im STW-Cup zählte Nissan zu den Herstellern, die sich von Beginn der Serie im Jahr 1994 an daran beteiligten. In der Saison 1995 experimentierte Nissan mit einem allradgetriebenen Primera, der trotz seiner durchdachten Konstruktion und guten Gewichtsverteilung allerdings nicht mit den anderen beiden eingesetzten Fronttrieblern mithalten konnte und bei seinem dritten Einsatz nach einem Unfall abgeschrieben werden musste. Trauriger Höhepunkt dieses Jahres war der Tod des Primera-Piloten Kieth O’dor, der nach einem Sieg im Sprintrennen beim zweiten Lauf auf der AVUS aus unbekannter Ursache von der Strecke abkam, gegen eine Begrenzungsmauer prallte und von einem nachfolgenden Fahrzeug gerammt wurde. Nissan brach daraufhin die Teilnahme an der laufenden Saison ab, kehrte aber im Jahr 1996 mit einem sicherheitstechnisch verbesserten Fahrzeug zurück, was gewisse Gewichtsnachteile mit sich brachte. In dieser Saison fuhren die Primeras meist mit einer Platzierung im Mittelfeld ins Ziel. Noch in der 1997er Saison wurden überarbeitete P10 verwendet, doch wurden diese nach einigen Läufen durch die Rennversion des Nachfolgemodells ersetzt.